# Cabo Shirreff
El cabo Shirreff (llamado cabo Alvarado por Argentina) es una pequeña península situada en el extremo occidental de la costa norte de isla Livingston en las islas Shetland del Sur, entre las bahías Barclay y Hero. Ubicado a 62°27′S 60°47′O / -62.450, -60.783. Mide aproximadamente 3 km en el eje norte-sur y 0,5 y 1,2 km en el este-oeste.
El cabo fue nombrado por Edward Bransfield en 1820 en honor del capitán británico William Shirreff.
El litoral se caracteriza por algunas ensenadas, caletas y acantilados. Al sur, limita con una barrera de hielo permanente. El terreno está formado por una plataforma rocosa que posee 33 cumbres, altura máxima de 82 m s. n. m. El cabo posee 36 playas de distinta conformación, desde rompientes, barreras rocosas y acantilados, hasta playas de canto rodado y arena.

## Instalaciones
En el cabo se ubica la pequeña Base Dr. Guillermo Mann (ex Campamento Shirreff) de Chile (62°27′0″S 60°47′0″O / -62.45000, -60.78333), dedicada a la investigación científica, especialmente ecológica (el lobo fino antártico tiene en el sector su mayor lugar de reproducción dentro de las Shetland del Sur) y arqueológica (asentamientos loberos de principios del siglo XIX).
La Base Cabo Shirreff (Cape Shirreff Field Station) de Estados Unidos (62°28′12″S 60°46′17″O / -62.47000, -60.77139) tiene 4 pequeños edificios con capacidad para 4 personas.

## Ecología
La pequeña península fue declarada "Área Especialmente Protegida Nº 11" y "Sitio de Especial Interés Científico Nº 32" -junto a los vecinos islotes San Telmo- por reuniones consultivas del Tratado Antártico. Actualmente es la Zona Antártica Especialmente Protegida (ZAEP) número 149. También es un área importante para la conservación de las aves.
La XV Reunión Consultiva del Tratado Antártico incluyó en la lista de Monumentos Históricos Identificados el monolito instalado por Chile el 1 de febrero de 1993 recordando los náufragos del navío español San Telmo, que habría naufragado en esas costas en 1819.
En 1993 el Grupo de Trabajo del Programa de Seguimiento del Ambiente Antártico (GT-CEMP) otorgó al sector la categoría de Sitio CEMP por ser lugar de reproducción de lobos finos más importante de las Shetland del Sur.